# Enytus madeirae
Enytus madeirae är en stekelart som först beskrevs av Horstmann 1980.  Enytus madeirae ingår i släktet Enytus och familjen brokparasitsteklar. Inga underarter finns listade i Catalogue of Life.